# Dhulian
Dhulian è una suddivisione dell'India, classificata come municipality, di 72.906 abitanti, situata nel distretto di Murshidabad, nello stato federato del Bengala Occidentale. In base al numero di abitanti la città rientra nella classe II (da 50.000 a 99.999 persone).

## Geografia fisica
La città è situata a 24° 40' 60 N e 87° 58' 0 E e ha un'altitudine di 3 m s.l.m.

## Società

### Evoluzione demografica
Al censimento del 2001 la popolazione di Dhulian assommava a 72.906 persone, delle quali 36.524 maschi e 36.382 femmine. I bambini di età inferiore o uguale ai sei anni assommavano a 14.479, dei quali 7.309 maschi e 7.170 femmine. Infine, coloro che erano in grado di saper almeno leggere e scrivere erano 28.746, dei quali 17.449 maschi e 11.297 femmine.